# Mammalodon
Mammalodon és un gènere de cetacis extints descoberts el 1932. Tot i ser misticets, tenien dents. Visqueren fa entre 28 i 25 milions d'anys i feien uns tres metres de llarg. El primer fòssil fou descobert el 1932 a prop de Torquay, al sud-oest de Melbourne (Austràlia). Un altre misticet dotat de dents, Janjucetus hunderi, fou descobert a la mateixa regió i visqué al mateix període.